# Volvo TR671
Volvo TR671 var en bilmodell, främst avsedd för taxibruk , som introducerades av Volvo i februari 1930. Modellnamnet uttydes Trafikvagn, 6 cylindrar, 7 sittplatser, 1:a serien.

## TR671
Volvo hade snabbt insett att det fanns en stor och stabil kundkrets i landets droskägare. Men den första, fyrcylindriga bilen var alltför liten för att väcka intresse hos den målgruppen. Men i och med introduktionen av den nya Volvo PV651 hade man ett chassi tillräckligt kraftigt att bygga taxidroskor på.
Hjulbasen förlängdes med 15 cm för att man skulle få plats med två extrapassagerare på två fällbara klaffstolar bak. Man saluförde två varianter: TRS för stadsbruk, med mellanruta och högre takhöjd (på 1930-talet använde herrarna fortfarande cylinderhatt vid högtidliga tillfällen) och TRL för landsortsbruk, utan mellanruta och med PV651:ans takprofil. Ganska snart ändrades modellnamnen till TR671 resp. 672, analogt med PV651.
Redan våren 1931 kom efterträdarna TR673 resp. 674. Genom att förlänga och bredda karossen fick man en betydligt rymligare interiör.

### Tekniska data
Motor (1930-32):	typ DB, rak sexcylindrig sidventilsmotor
- Slagvolym:	3010 cm3
- Borrning x slag:	76,2x110 mm
- Effekt:		55 hk vid 3000 r/min

Motor (1932-34):	typ EB, rak sexcylindrig sidventilsmotor
- Slagvolym:	3366 cm3
- Borrning x slag:	79,4x110 mm
- Effekt:		65 hk vid 3200 r/min

Växellåda
- 3-växlad manuell, osynkroniserad (1930-31)
- 4-växlad manuell, osynkroniserad (1931)
- 3-växlad manuell med frihjul, osynkroniserad 1:a (1932-34)

Hjulbas:	310 cm
Varianter:
- TR670:	1930-34, 88 tillverkade, chassi
- TR671:	1930-31, med mellanruta
- TR672:	1930-31, utan mellanruta
- TR673:	1931-34, 233 tillverkade, med mellanruta
- TR674:	1931-34, 138 tillverkade, utan mellanruta

Totalt tillverkades 200 TR671/672

## TR675
I april 1934 moderniserades taxidroskorna på samma sätt som PV653-654: kryssförstärkt ram, mindre fälgar och lätt modifierad helmetallkaross.
Hjulbasen förlängdes med ytterligare 15 cm, förutom stadsvagnen med förhöjt tak, som behöll det gamla måttet.

### Tekniska data
Motor:		typ EB, rak sexcylindrig sidventilsmotor
- Slagvolym:	3366 cm3
- Borrning x slag:	79,4x110 mm
- Effekt:		65 hk vid 3200 r/min

Växellåda:	3-växlad manuell med frihjul, osynkroniserad 1:a
Varianter:
- TR675:	1934, 2 tillverkade, chassi m hjulbas 310 cm
- TR676:	1934-35, 29 tillverkade, med mellanruta o hjulbas 310 cm
- TR677:	1934, 2 tillverkade, chassi m hjulbas 325 cm
- TR678: 1934-35, 39 tillverkade, med mellanruta o hjulbas 325 cm
- TR679:	1934, 114 tillverkade, utan mellanruta o hjulbas 325 cm
  - Summa TR670-TR679 = 845 [2]

## TR700

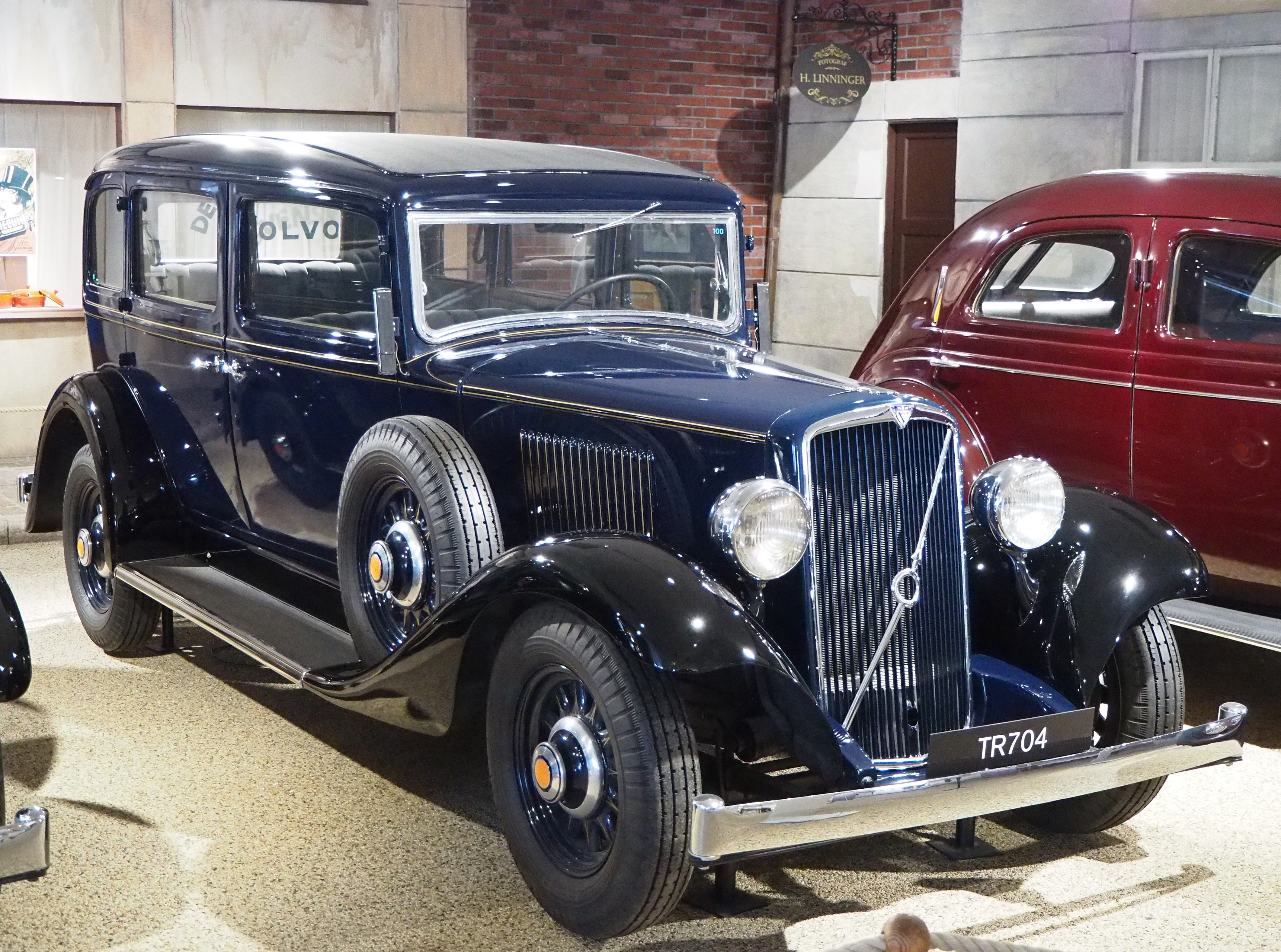
Volvo TR704

1935 var det dags för ännu en uppdatering av de gamla droskorna. Ny, större motor och en lätt V-formad kylarmask, motsvarande PV658-659.
Bilarna tillverkades till och med 1937 och ersattes därefter av nya Volvo PV800.

### Tekniska data
Motor:		typ EC, rak sexcylindrig sidventilsmotor
- Slagvolym:	3670 cm3
- Borrning x slag:	84,14x110 mm
- Effekt:		86 hk

Växellåda:	3-växlad manuell med frihjul, osynkroniserad 1:a
Hjulbas:	325 cm
Varianter:
- TR701:	1935-37, 214 tillverkade, med mellanruta o hjulbas 310 cm
- TR702:	1935-37, 11 tillverkade, chassi
- TR703:	1935-37, 181 tillverkade, med mellanruta
- TR704:	1935-37, 530 tillverkade, utan mellanruta
  - Summa–––– 736 [3]